# Chrysopilus unicolor
Chrysopilus unicolor är en tvåvingeart som beskrevs av Enrico Adelelmo Brunetti 1909. Chrysopilus unicolor ingår i släktet Chrysopilus och familjen snäppflugor. Inga underarter finns listade i Catalogue of Life.